# Marin Mustață
Marin Mustață, född den 3 mars 1954 i Bukarest, Rumänien, död 2007, var en rumänsk fäktare som tog OS-brons i herrarnas lagtävling i sabel i samband med de olympiska fäktningstävlingarna 1984 i Los Angeles.